# Paul Raphael Montford

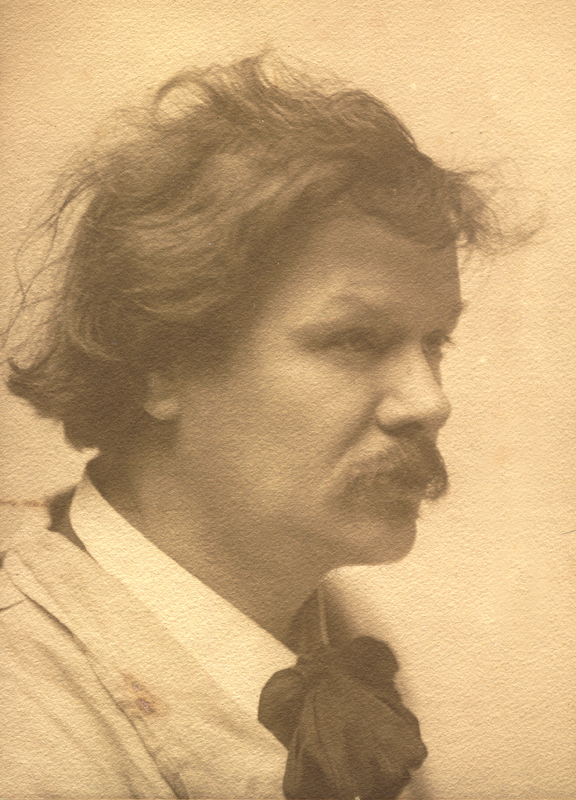
Paul Montford

Paul Raphael Montford (* 1. November 1868 in Kentish Town, London; † 15. Januar 1938 in Richmond, Melbourne) war ein anglo-australischer Bildhauer und Kunstpädagoge.

## Leben

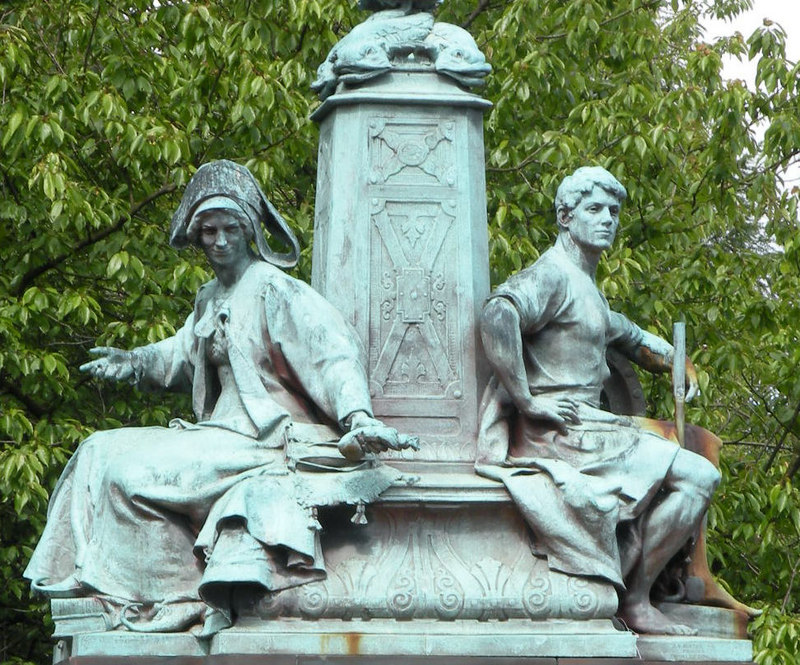
Commerce and Industry (1914), Kelvin Way Brücke, Glasgow.

Paul Raphael Montford wurde in Kentish Town, London, als Sohn des Bildhauers Horace Montford und dessen Frau Sarah Elizabeth, geborene Lewis, geboren. Horace Montford war Kurator für Schulen an der Royal Academy of Arts; Paul erlernte das Modellieren im Atelier seines Vaters und das Zeichnen an der Lambeth School of Art. Er trat 1887 mit einem Stipendium in die Royal Academy of Arts ein und reiste nach seiner Studienzeit mit einem weiteren Stipendium, das er 1891 zusammen mit der Goldmedaille der Akademie erhielt, nach Italien, Spanien und Frankreich.

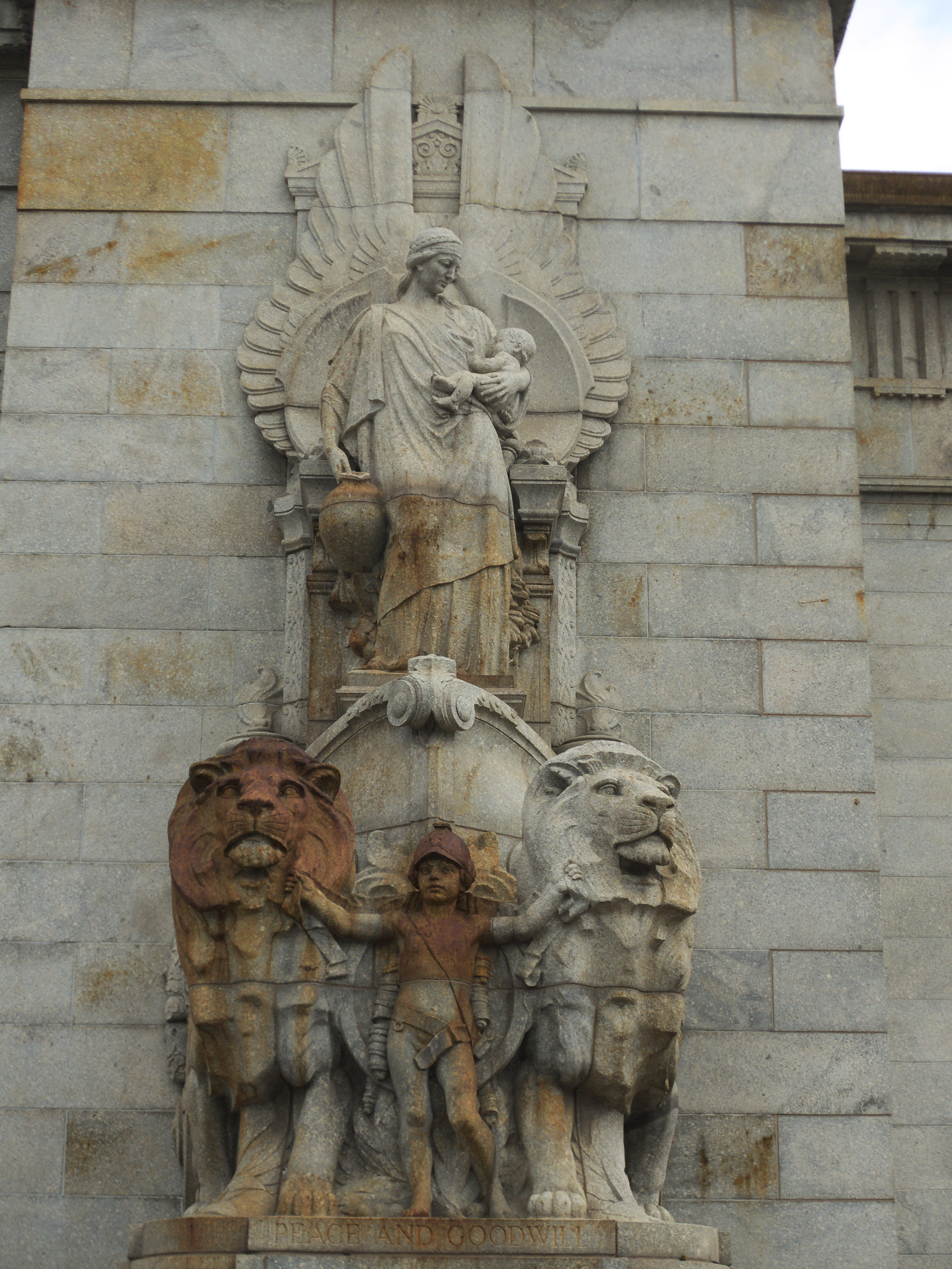
Peace and Goodwill, Shrine of Remembrance (Friede und Wohlwollen, Schrein der Erinnerung) Melbourne.

Paul Raphael Montford präsentierte regelmäßig seine Werke in der Royal Academy, wobei er sich insbesondere auf die Bildhauerei von Architekturdekorationen fokussierte. Er schuf die Fassaden des Rathauses von Battersea (1892) und des Polytechnikums, Reliefs für die Charles Street Bridge in Westminster und für das Rathaus und die Gerichtsgebäude in Cardiff, Bronzegruppen für die  Kelvin Way Bridge in Glasgow (1914) und ein Kriegerdenkmal in Croydon. Sein Denkmal für Sir Henry Campbell-Bannerman steht in der Westminster Abbey. Montford unterrichtete von 1898 bis 1903 Bildhauerei an der Kunstschule in Chelsea und war fünf Jahre lang Meisterbildhauer am London Polytechnic. Am 11. September 1912 heiratete er die Porträtmalerin Marian Alice Dibdin.
Nach dem Ersten Weltkrieg war die Auftragslage jedoch äußerst schlecht, sodass der energische und enthusiastische Montford im Alter von 54 Jahren nach Australien ging. Er war der Überzeugung, dass das Licht dort für Monumentalskulpturen besonders geeignet sei. Doch er fand kaum Möglichkeiten, seinen Lebensunterhalt als Bildhauer zu verdienen. Er unterrichtete am Gordon Institute of Technology in Geelong, Victoria, und stellte im Juli 1924 in der Geelong Art Gallery aus. Der Kritiker J. S. MacDonald schlug die Gründung einer Bildhauerschule an der National Gallery of Victoria unter der Leitung von Montford vor. Dies kam zwar nicht zustande, aber Montford wurde durch seine Vorträge in der Victorian Artists Society, deren Präsident er 1930–31 war, einflussreich. Montfords avantgardistische Ansichten über die soziale und ökologische Rolle der Skulptur in der modernen Stadt wurden regelmäßig und mit dem ihm eigenen Eifer vorgetragen. Seine unkonventionelle, extravagante und theatralische Persönlichkeit, seine bildhauerischen Praktiken, sein unkonventioneller Lebensstil und sein Atelier in Toorak waren immer wieder Thema in der Melbourner Presse.
1927 erhielt Paul Raphael Montford den Auftrag für die Außenskulpturen des Shrine of Remembrance in Melbourne. Seine sitzende Statue von Adam Lindsay Gordon in den Spring Street Gardens in Melbourne, die von der australischen Presse verurteilt wurde, gewann die Goldmedaille der Royal Society of British Sculptors (1934). Zu seinen fast siebzig australischen Werken gehören die Statuen von John Wesley (Wesley Church, Melbourne), George Higinbotham in der Nähe des Finanzministeriums und die Denkmäler für Carlo Catani (St. Kilda), Benjamin Chaffey (Mildura), Sir Ross Smith (Adelaide) und die Pioneer Women (Sydney).
Paul Raphael Montford starb am 15. Januar 1938 in Richmond an Leukämie. Seine Asche wurde in den Wäldern von Leatherhead, Surrey, England, verstreut. Seine Frau, seine beiden Töchter und sein Sohn kehrten nach England zurück und erhielten 1939 eine Pension aus der Zivilliste für Montfords Verdienste um die Bildhauerei.